# 천정

천정(zenith)과 천저(nadir).

천문학에서 천정(天頂, zenith)은 관측자의 연직선(중력의 방향)이 관측자의 위쪽에서 천구와 만나는 점을 말한다.
관측자의 머리 위 꼭대기를 의미하며, 전체 하늘 중 지평선에서 가장 멀리 떨어진 단 하나의 점이기도 하다.
반대로 관측자를 지나는 연직선이 관측자의 아래쪽에서 만나는 점을 천저라고 한다. 천정과 천저는 구면천문학(球面天文學)상 중요한 점이다.
중력은 지구 질량에 의한 만유인력과 지구의 자전에 의한 원심력의 합력이기 때문에, 관측자를 지나는 연직선은 지구의 중심을 정확히 관통하지 않는다. 따라서, 지구를 이상적인 구(球)로 가정한다고 해도 연직선이 지평면에 언제나 수직한 것은 아니다.
또한 지구가 완전한 구형이 아니기 때문에 관측자와 지구 중심을 연결하는 직선은 관측자를 지나는 연직선과 방향을 달리하는 경우가 많다. 따라서 관측자와 지구 중심을 연결하는 직선이 관측자의 위쪽에서 천구와 만나는 점은 천정에서 어긋난 다른 한 점이 되는데, 이것을 지심천정(地心天頂)이라고 한다.

## 같이 보기
- 방위각
- 측지학
- 지평좌표계
- 아날렘마